# Renáta Katona
Renáta Katona, född 17 november 1994, är en ungersk fäktare som tävlar i sabel.

## Karriär
Vid världsmästerskapen i fäktning 2022 i Kairo tog Katona guld tillsammans med Sugár Katinka Battai, Liza Pusztai och Luca Szűcs i lagtävlingen i sabel.